# Colydium lineola
Colydium lineola är en skalbaggsart som beskrevs av Thomas Say 1826. Colydium lineola ingår i släktet Colydium och familjen barkbaggar. Inga underarter finns listade i Catalogue of Life.